# Mezinárodní letiště Šen-jang Tchao-sien
Mezinárodní letiště Šen-jang Tchao-sien (čínsky v českém přepisu Šen-jang Tchao-sien kuo-ťi ťi-čchang, pchin-jinem Shěnyáng Táoxiān Guójì Jīchǎng, znaky 沈阳桃仙国际机场, IATA: SHE, ICAO: ZYTX) je mezinárodní letiště u Šen-jangu, hlavního města provincie Liao-ning v Čínské lidové republice. Leží ve vzdálenosti přibližně dvaceti kilometrů jižně od centra Šen-jangu v obvodě Chun-nan a s centrem jej spojuje linka 2 šenjangské tramvajové sítě.
Jako uzlové letiště jej využívají China Southern Airlines.